# Лејквуд (Вашингтон)
Лејквуд (енгл. Lakewood) град је у америчкој савезној држави Вашингтон. По попису становништва из 2010. у њему је живело 58.163 становника.

## Демографија
Према попису становништва из 2010. у граду је живело 58.163 становника, што је 48 (0,1%) становника мање него 2000. године.
| Група             | 2000.          | 2010.          |
| Белци             | 35.829 (61,6%) | 31.438 (54,1%) |
| Афроамериканци    | 7.132 (12,3%)  | 6.849 (11,8%)  |
| Азијати           | 5.208 (8,9%)   | 5.206 (9,0%)   |
| Хиспаноамериканци | 4.941 (8,5%)   | 8.877 (15,3%)  |
| Укупно            | 58.211         | 58.163         |